# دإيز أوكيتسو
دَإيزٌ أُوكيتسو (باليابانية: 興津 大三) (15 يونيو 1974 في هيوغو في اليابان – )؛ هو لاعب كرة قدم ياباني سابق كان يلعب كلاعب وسط.

## وصلات خارجية
- دإيز أوكيتسو على موقع رابطة كرة القدم اليابانية للمحترفين (اليابانية)
- دإيز أوكيتسو على موقع عالم كرة القدم.نت (الإنجليزية)